# Liste der Bodendenkmäler im Rhein-Erft-Kreis

Rhein-Erft-Kreis

Die Liste der Bodendenkmäler im Rhein-Erft-Kreis nennt die Listen für Bodendenkmale im Rhein-Erft-Kreis.
- Liste der Bodendenkmäler in Bedburg
- Liste der Bodendenkmäler in Bergheim
- Liste der Bodendenkmäler in Brühl (Rheinland)
- Liste der Bodendenkmäler in Elsdorf (Rheinland)
- Liste der Bodendenkmäler in Erftstadt
- Liste der Bodendenkmäler in Frechen
- Liste der Bodendenkmäler in Hürth
- Liste der Bodendenkmäler in Kerpen
- Liste der Bodendenkmäler in Pulheim
- Liste der Bodendenkmäler in Wesseling